# Valdan Nimani
Valdan Nimani (Scutari, 5 marzo 1987) è un ex calciatore albanese, di ruolo attaccante.

## Palmarès

### Club

#### Competizioni nazionali
- Coppa d'Albania: 2

Laçi: 2012-2013, 2014-2015
- Supercoppa d'Albania: 1

Laçi: 2015